# Edward A. Pease

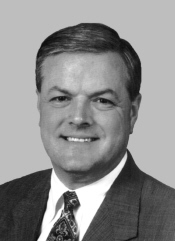
Edward A. Pease

Edward Allan Pease (* 22. Mai 1951 in Terre Haute, Indiana) ist ein US-amerikanischer Politiker. Zwischen 1997 und 2001 vertrat er den Bundesstaat Indiana im US-Repräsentantenhaus.

## Werdegang
Edward Pease besuchte bis 1969 die Gerstmeyer High School und studierte danach bis 1977 an der Indiana University in Bloomington unter anderem Jura. Er war Direktor der Wabash-Valley-Abteilung der Boy Scouts of America. Für seine Tätigkeit für diese Jugendorganisation wurde er später mit einigen Orden ausgezeichnet. In den Jahren 1974 und 1975 arbeitete Pease als Angestellter für den Attorney General von Indiana. Danach war er als Rechtsanwalt in Brazil tätig. Außerdem bekleidete er einige führende Funktionen im Bereich der Universitätsverwaltungen; so war er unter anderem von 1993 bis 1997 Vizepräsident der Indiana State University.
Politisch schloss sich Pease der Republikanischen Partei an. Zwischen 1980 und 1992 gehörte er dem Senat von Indiana an. Bei den Kongresswahlen des Jahres 1996 wurde er im siebten Wahlbezirk seines Staates in das US-Repräsentantenhaus in Washington, D.C. gewählt, wo er am 3. Januar 1997 die Nachfolge von John T. Myers antrat. Nach einer Wiederwahl konnte er bis zum 3. Januar 2001 zwei Legislaturperioden im Kongress absolvieren. Im Kongress war Pease Mitglied des Justizausschusses. In dieser Funktion war er am gescheiterten Amtsenthebungsverfahren gegen Präsident Bill Clinton beteiligt.
Im Jahr 2000 verzichtete Edward Pease auf eine weitere Kandidatur. Nach seinem Ausscheiden aus dem US-Repräsentantenhaus arbeitete er für die amerikanische Niederlassung von Rolls-Royce. Dort wurde er für die Beziehungen zu den Regierungsbehörden zuständig.